# Scutisporus brunneus
Scutisporus brunneus är en svampart som beskrevs av K. Ando & Tubaki 1985. Scutisporus brunneus ingår i släktet Scutisporus, divisionen sporsäcksvampar och riket svampar.   Inga underarter finns listade i Catalogue of Life.